# Waterpolo als Jocs Olímpics d'estiu de 1904

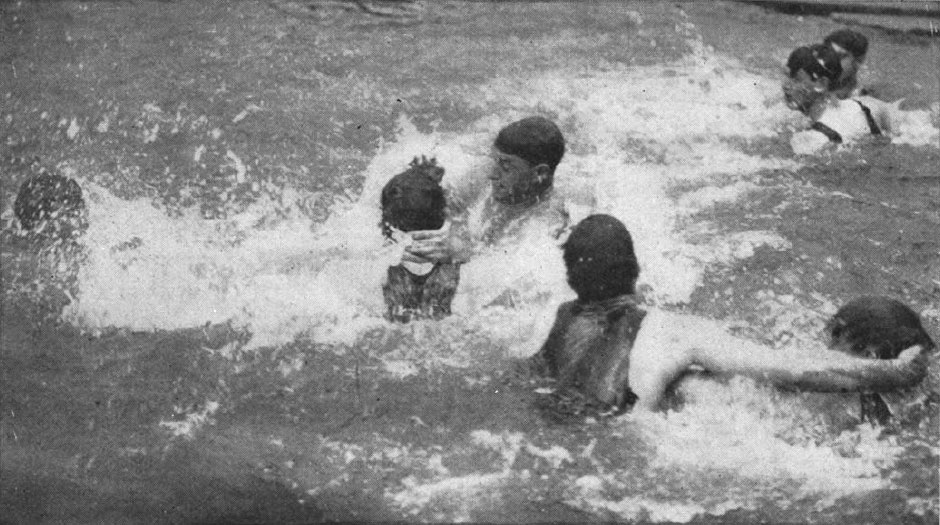
Water Polo als Jocs Olímpics de 1904

Als Jocs Olímpics de 1904 es disputà un torneig de waterpolo. Només participaren equips dels Estats Units; tres equips de 7 jugadors cadascun.
La prova es disputà a Forest Park. La qualitat de l'aigua fou molt dolenta i diversos jugadors en resultaren malalts després de jugar.

## Resum de medalles
| Prova             | Or | Argent | Bronze |
| Waterpolo masculí | New York Athletic ClubDavid Bratton · George Van Cleaf · Leo Goodwin · Louis Handley · David Hesser · Joseph Ruddy · James Steen | Chicago Athletic AssociationRex Beach · Jerome Steever · Edwin Swatek · Charles Healy · Frank Kehoe · David Hammond · William Tuttle | Missouri Athletic ClubJohn Meyers · Manfred Toeppen · Gwynne Evans · Amedee Reyburn · Frank Schreiner · Augustus Goessling · William Orthwein |

## Resultats
|  | Semifinals                   | Semifinals                   |   |  | Final                  | Final |  |
|  |                              |                              |   |  |                        |       |  |
|  | 5 de setembre                |                              |   |  |                        |       |  |
|  | New York Athletic Club       | 5                            |   |  |                        |       |  |
|  | Missouri Athletic Club       | 0                            |   |  |                        |       |  |
|  |                              |                              |   |  |                        |       |  |
|  |                              |                              |   |  | 6 de setembre          |       |  |
|  |                              |                              |   |  | New York Athletic Club | 6     |  |
|  |                              | Chicago Athletic Association | 0 |  |                        |       |  |
|  |                              |                              |   |  |                        |       |  |
|  |                              |                              |   |  |                        |       |  |
|  |                              |                              |   |  |                        |       |  |
|  |                              |                              |   |  |                        |       |  |
|  | Chicago Athletic Association |                              |   |  |                        |       |  |
|  | lliura                       |                              |   |  |                        |       |  |

## Medaller
| Posició | País         | Or | Argent | Bronze | Total |
| 1       | Estats Units | 1  | 1      | 1      | 3     |